# Ceratosauridae

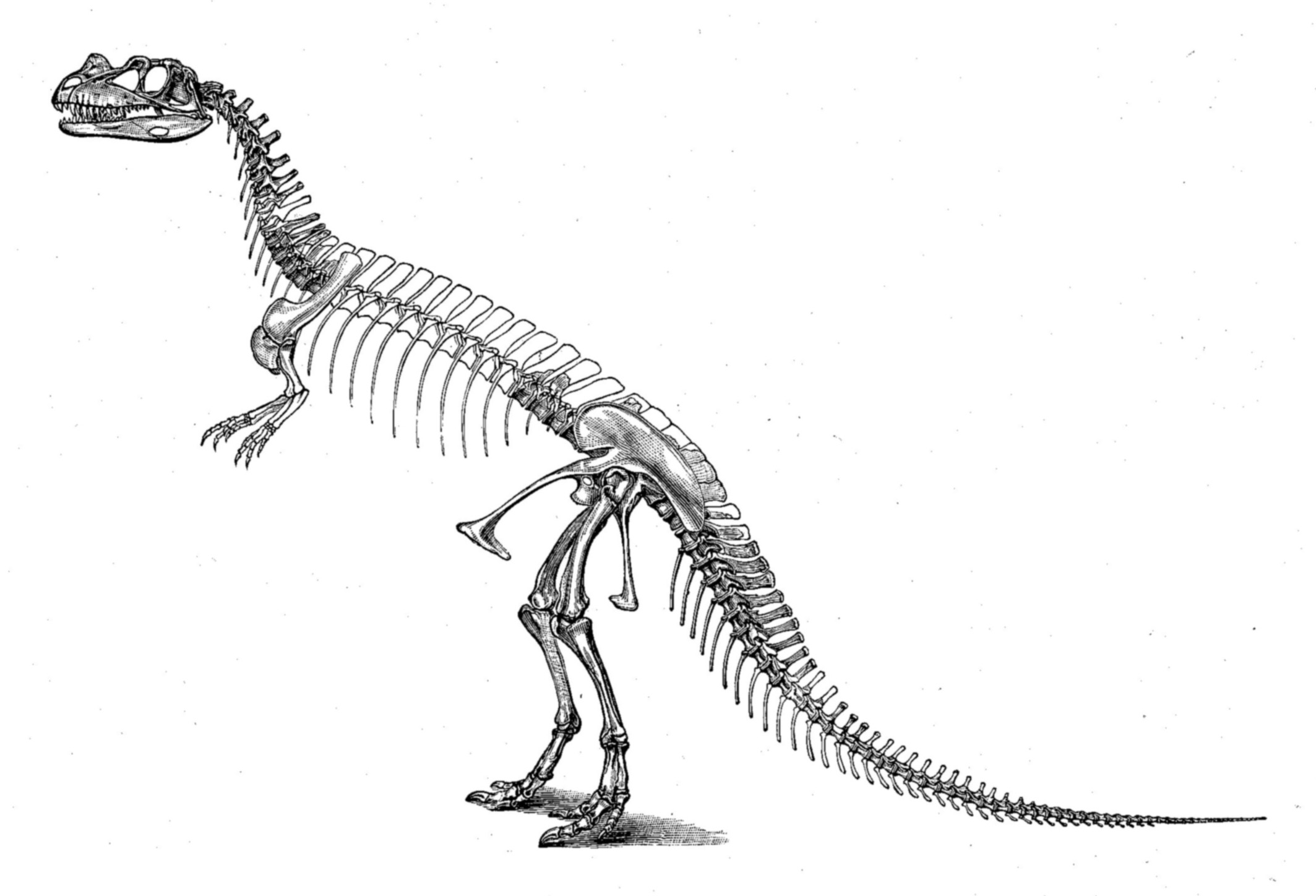
Reconstructie van het skelet van Ceratosaurus in opdracht van Marsh

De Ceratosauridae zijn een groep uitgestorven vleesetende theropode dinosauriërs, die leefden tijdens het Laat-Jura en het vroege Krijt.
In 1884 benoemde Othniel Charles Marsh een familie Ceratosauridae om Ceratosaurus een plaats te geven. Behalve Ceratosaurus zelf, die gevonden is in Noord-Amerika, werden later verschillende fossielen uit Zuid-Amerika, Oost-Afrika en Portugal in de Ceratosauridae geplaatst. Vaak ging het dan om losse tanden. Tegenwoordig wordt alleen van het geslacht Genyodectes uit Argentinië nog een mogelijke nauwe verwantschap met Ceratosaurus aangenomen en zelfs dat is zeer onzeker. Het begrip Ceratosauridae wordt daarom weinig meer gebruikt.
Een moderne definitie als klade is in 2004 gegeven door Oliver Walter Mischa Rauhut: de groep bestaande uit Ceratosaurus nasicornis en alle soorten nauwer verwant aan Ceratosaurus dan aan Abelisaurus comahuensis. Rauhut gaf in 2000 twee gedeelde afgeleide eigenschappen, synapomorfieën: de tanden in het bovenkaaksbeen zijn extreem overdwars afgeplat; de langste maxillaire tand is langer dan het dentarium van de onderkaak hoog is.
De Ceratosauridae behoren tot de Neoceratosauria.